# Долгинов, Шмая Шлёмович
Шмая Шлёмович Долгинов (17.12.1917 — 10.02.2001) — российский астрофизик, лауреат Ленинской премии.

## Биография
Родился в 1917 году в Монастырщино Смоленской губернии.
После окончания физического факультета Ленинградского государственного университета (1942) работал в НИИЗМ (ИЗМИРАН), г. Троицк Московской области.
С 1943 г. начальник магнитной партии, с 1946 г. — начальник магнитной лаборатории, с 1969 г. — заведующий отделом экспериментальных исследований магнитосферы.
Кандидат физико-математических наук (1955).
Руководитель космических магнитных экспериментов на ИСЗ и межпланетных станциях.
Лауреат Ленинской премии 1960 г. (совместно В. М. Пушковым) за участие в открытии и исследовании внешнего радиационного пояса Земли и Луны.
Некоторые публикации:
- К вопросу о механизме магнитного динамо планет [Текст]. — Москва : [б. и.], 1975. — 24 с.; 21 см. — (Препринт/ АН СССР. Ин-т земного магнетизма, ионосферы и распространения радиоволн; № 9 (124)).
- Магнетизм планет и проблема механизма динамо [Текст]. — Москва : [б. и.], 1976. — 65 с. : ил.; 21 см. — (Препринт/ АН СССР. Ин-т земного магнетизма, ионосферы и распространения радиоволн; № 15 (158)).
- Магнетизм планет и особенности их вращения [Текст] : Докл. представленный на симпозиум «Происхождение планетарного магнетизма», Хьюстон, 8-11 нояб. 1978 г. — Москва : Ismiran, 1978. — 42 с.; 21 см. — (Препринт / АН СССР, Ин-т зем. магнетизма, ионосферы и распространения радиоволн; № 29а).
- Магнитные поля в окрестности планеты Венера по данным аппаратов «Венера» и «Маринер» [Текст] : Докл. представлен на симпоз. «Происхождение планетар. магнетизма», — Хьюстон, Техас, 8-11 нояб. 1978 г. — Москва : Ismiran, 1978. — 81 с. : ил.; 21 см. — (Препринт / АН СССР, Ин-т зем. магнетизма, ионосферы и распространения радиоволн; № 27а).
- Магнитное поле планеты Уран: прогнозы, измерения, интерпретация / Ш. Ш. Долгинов. — М. : ИЗМИРАН, 1986. — 28 с.; 20 см. — (N40 (654)).
- Магнитное поле и магнитосфера планеты Марс / Ш. Ш. Долгинов, Л. Н. Жузгов. — М. : ИЗМИРАН, 1990. — 39 с. : ил.; 31 см. — (Препр. АН СССР, Ин-т земного магнетизма, ионосферы и распространения радиоволн; N 20а (905)).
- Магнетизм планет [Текст] / Ш. Ш. Долгинов, канд. физ.-мат. наук, лауреат Ленинской премии. — Москва : Знание, 1974. — 62 с. : ил.; 20 см.